# Tóth János (kanonok)
Tóth János (Nagysurány, 1856. július 26. – Görz, 1907. július eleje) teológiai doktor és papnevelő-intézeti tanár, a kis szeminárium kormányzója, címzetes kanonok.

## Élete
Középiskoláit Érsekújvárt, Győrött és Nyitrán, a teológiát Bécsben a Pazmaneumban végezte. 1869-ben pappá szentelték. Káplán volt Kovarcon, Felsőelefánton, Szkacsányban. 1881-ben a bécsi Augustineumba küldték, ahol 1884-ben teológiai doktor lett. 1885 szeptemberétől az egyházjog és történelem tanára a nyitrai papnevelő intézetben, egyúttal a több mint 60 000 kötetes nyilvános Roskoványi-könyvtár kezelője volt.
A Magyar Államnak 1885 januártól volt belső munkatársa; írt útitárcákat a Katholikus Szemlébe (1887., 1889., 1893.), francia, angol, olasz, spanyol és orosz nyelvből fordított elbeszéléseket.

## Művei
- Callista. Newmann bíbornok után angolból ford. Budapest, 1883.
- Nyitráról Lurdesba és Párisba. Nyitra, 1887.
- Az egyház Észak-Amerikában. Nyitra, 1892.
- Adatok a nyitrai papnevelde történetéből. (Kézirat gyanánt). Nyitra, 1905.
- Dubrovszky. Elbeszélés. Írta Puskin Sándor, ford. Nyitra, 1905. (Különny. a Nyitramegyei Szemléből).

Szerkesztette a Nyitramegyei Szemle című politikai hetilapot, melyet ő alapított, 1893-tól 1906 végéig.